# Görschnitz (Elsterberg)
Görschnitz ist ein Ortsteil der Stadt Elsterberg im sächsischen Vogtlandkreis. Bis 1928 lag der Ort teilweise in Thüringen. Zwischen 1952 und 1992 gehörte Görschnitz zum Kreis Greiz im Bezirk Gera bzw. ab 1990 im Freistaat Thüringen. Durch einen Staatsvertrag kamen die Stadt Elsterberg mit Noßwitz und die Gemeinde Görschnitz am 1. April 1992 zum sächsischen Landkreis Plauen. Am 1. Oktober 1993 wurde Görschnitz nach Elsterberg eingemeindet.

## Geographie

Gliederung der Stadt Elsterberg

### Geographische Lage und Verkehr
Görschnitz befindet sich südwestlich der Kernstadt von Elsterberg auf einer Anhöhe, die im Westen vom Rumpelbach und im Osten von der Weißen Elster begrenzt wird. In der östlichen Ortsflur befindet sich die Quellmulde des Görschnitzbachs, der in die Weiße Elster mündet. Westlich von Görschnitz verläuft außerhalb der Ortsflur die Bundesstraße 92, östlich des Orts befindet sich im Tal der Weißen Elster die Bahnstrecke Gera Süd–Weischlitz. Görschnitz grenzt im Süden und im äußersten Norden an Thüringen (thüringisches Vogtland). Der Ort befindet sich im Osten des Naturraumes Vogtland (Mittelvogtländisches Kuppenland) im sächsischen Teil des historischen Vogtlands. Durch Görschnitz verläuft der Elster-Radweg.

### Nachbarorte
|          | Landesgrenze                                | Elsterberg mit Hohengrün |
| Cunsdorf | Kompassrose, die auf Nachbargemeinden zeigt | Gippe                    |
|          | Cossengrün                                  |                          |

## Geschichte

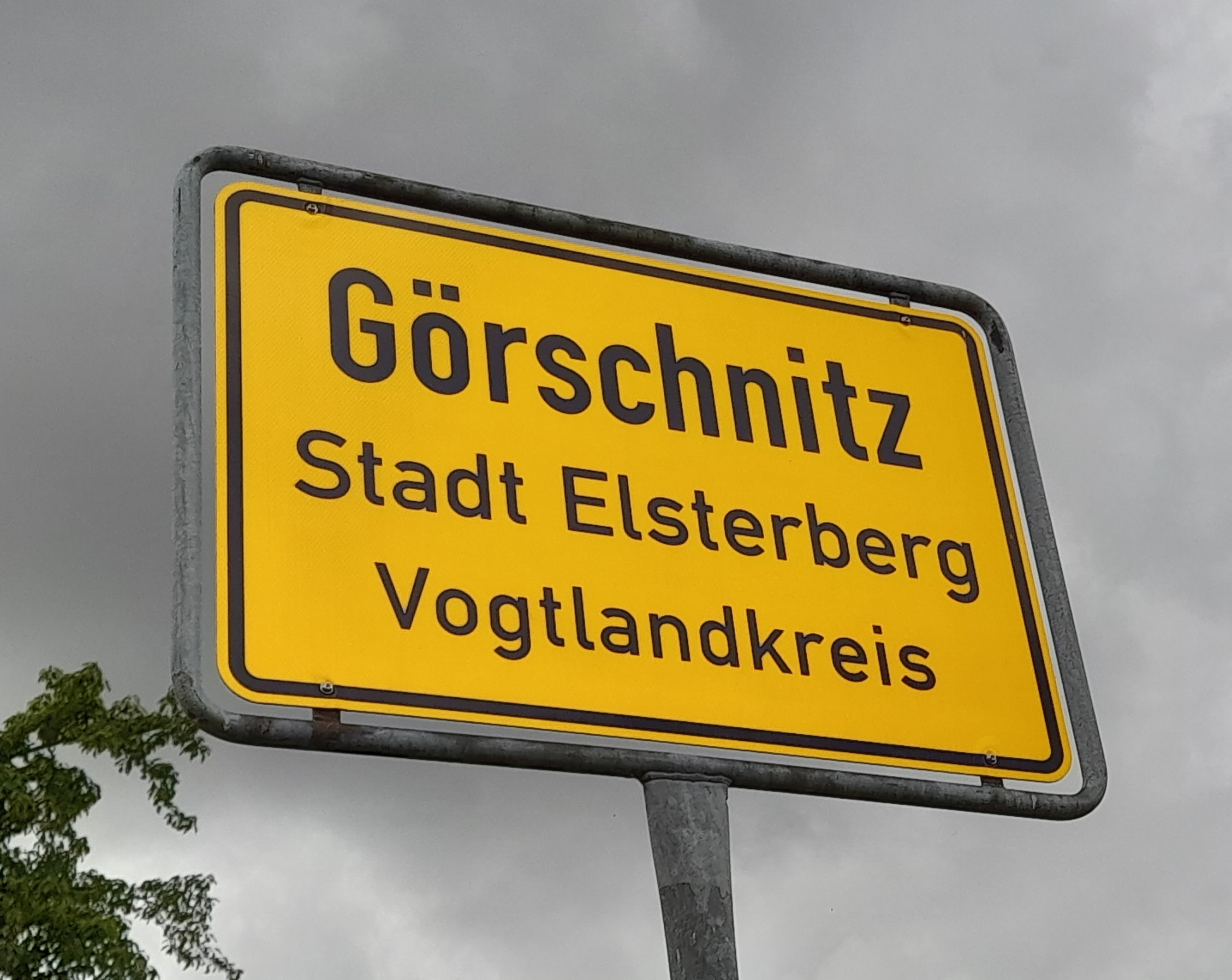
Görschnitz, Ortseingangstafel

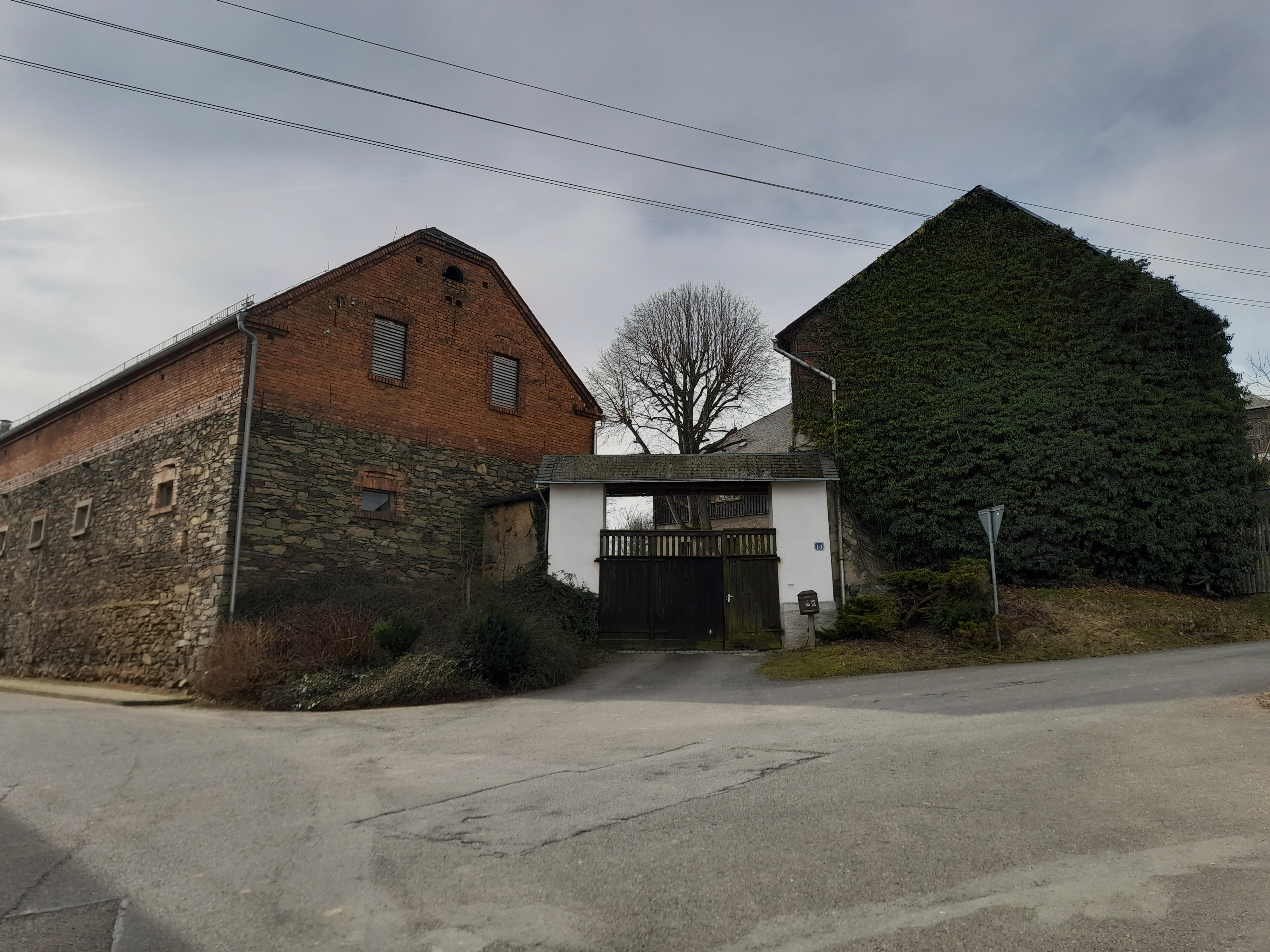
Rittergut Görschnitz

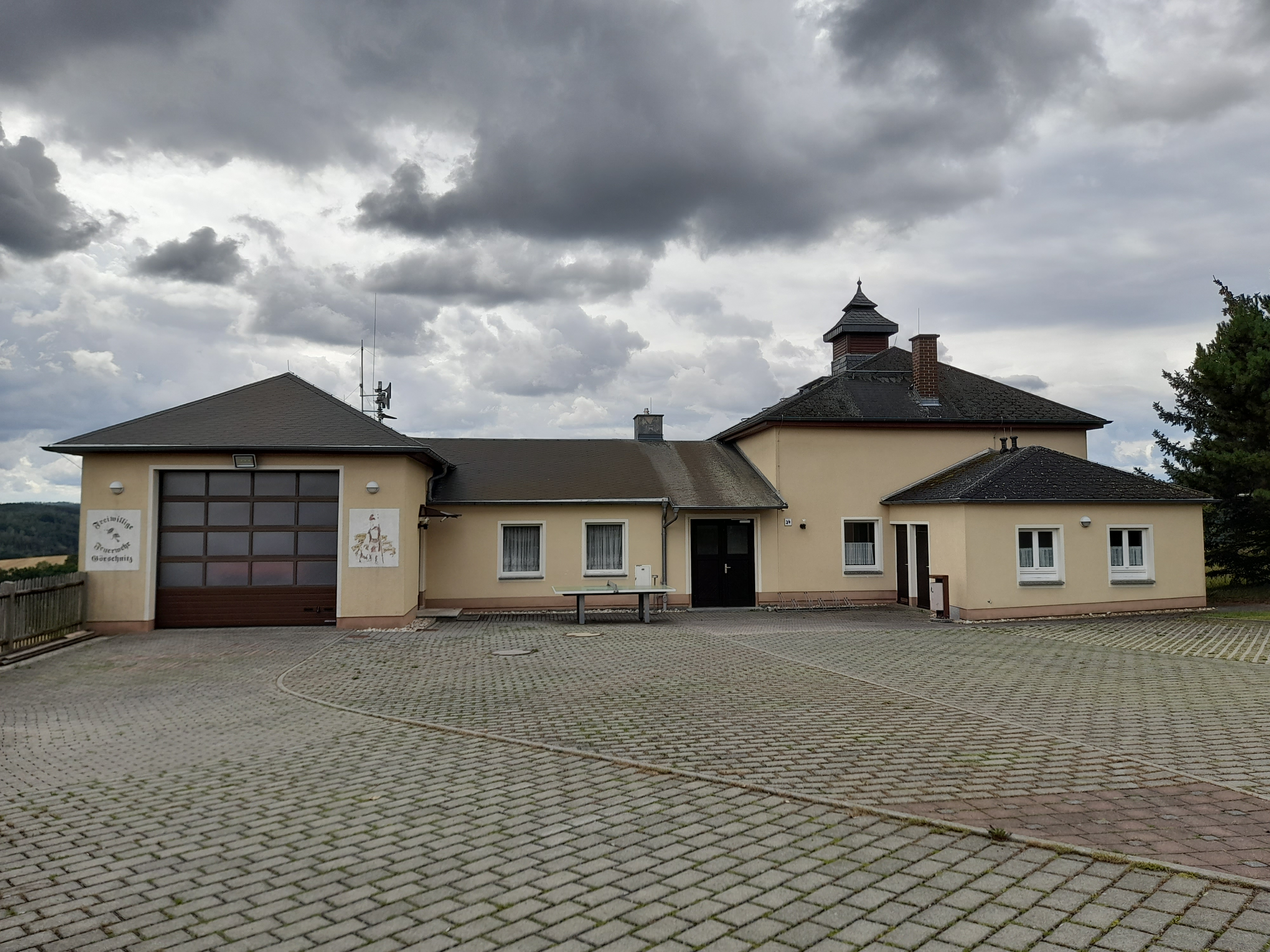
Bürgerhaus Görschnitz

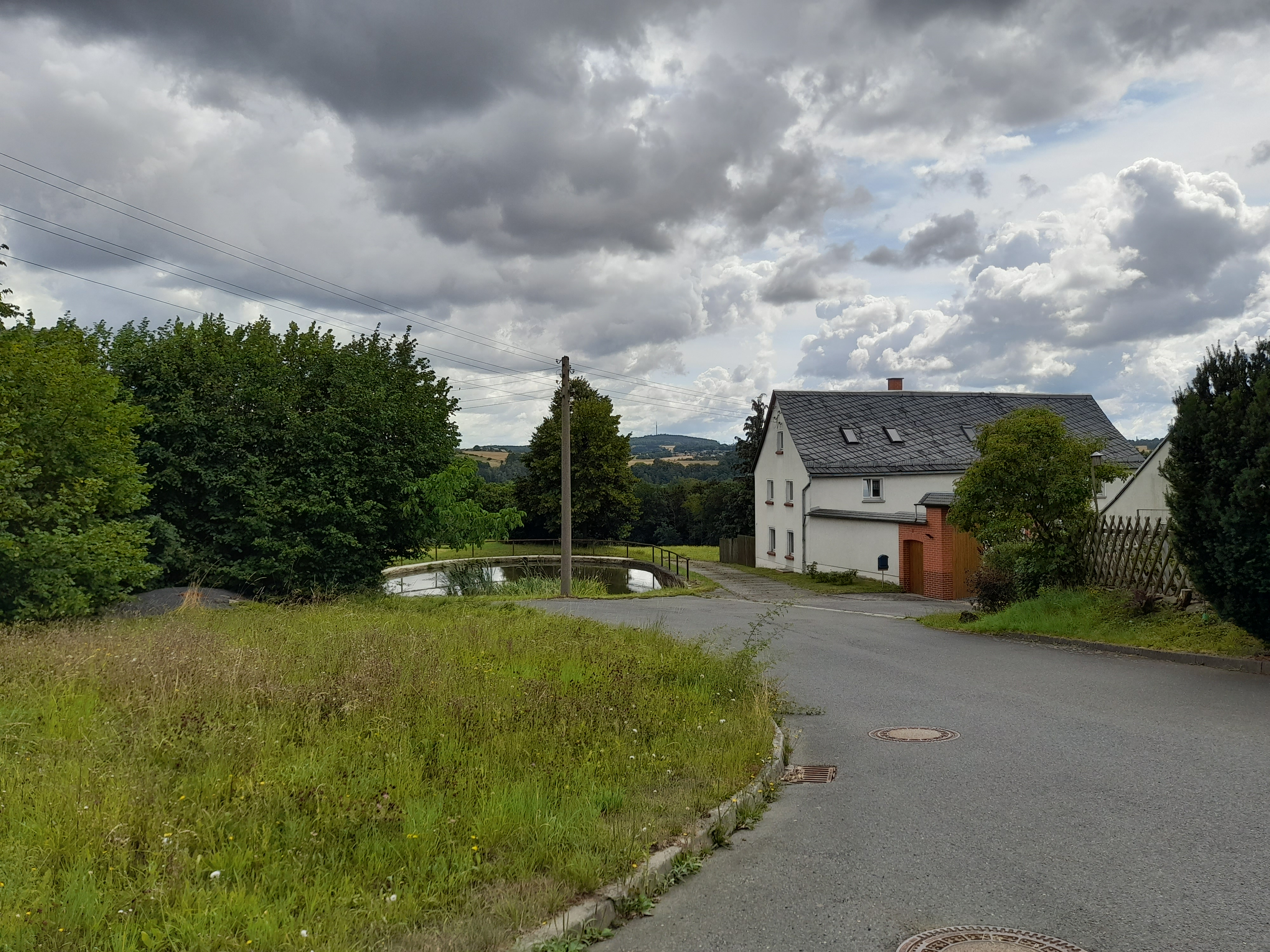
Görschnitz (Elsterberg), Görschnitz 1 mit Dorfteich

Görschnitz wurde im Jahr 1380 erstmals als Goerschicz urkundlich erwähnt. Der Weiler mit Blockflur ist eine sorbische Gründung, worauf u. a. der Ortsname mit der Endung -itz deuten lässt. Er wird einerseits als Herleitung vom altsorbischen Personennamen Gores bzw. von der slawischen Grundform gora (übersetzt: Berg) als Hinweis auf die Höhenlage des Orts gedeutet.
Görschnitz gehörte ursprünglich zur Herrschaft Elsterberg, die als Folge des Vogtländischen Krieges von 1354–57 von den Lobdeburgern unter die Lehenshoheit der Wettiner kam. Dies wird auch an der bis in die Gegenwart bestehenden kirchlichen Zugehörigkeit des Orts nach Elsterberg, dem historischen Zentrum der Herrschaft Elsterberg, deutlich. Weil die Besitzer von Burg und Ort Dölau Zinsen und Renten von einigen Gütern in Görschnitz besaßen, war Görschnitz nach dem Aussterben der Elsterberger Linie der Lobdeburger im Jahr 1394 in den folgenden Jahrhunderten in einen sächsischen und einen reußischen Anteil geteilt. Da die sächsischen und reußischen Flurstücke jeweils keine einheitlichen Territorien bildeten, sind eine große Anzahl an Grenzstreitigkeiten urkundlich belegt.
Görschnitz (sächsischer Anteil) gehörte vom 16. bis zum 19. Jahrhundert zur Grundherrschaft des Ritterguts Thürnhof. Das 1533 erwähnte Vorwerk Görschnitz erhielt im 18. Jahrhundert den Status eines Ritterguts, welches die Gerichtsbarkeit über Güter in Görschnitz und Gippe besaß. Das Rittergut Görschnitz wiederum unterstand der Grundherrschaft Thürnhof. Görschnitz (sächs. Ant.) unterstand bis 1856 dem kursächsischen bzw. königlich-sächsischen Amt Plauen. 1856 wurde der Ort dem Gerichtsamt Elsterberg und 1875 der Amtshauptmannschaft Plauen angegliedert. Das Rittergut Görschnitz gehört seit 1907 der Familie Schulze, welche die Wirtschaftsgebäude nach einem Brand im Jahr 1925 neu errichten ließ.
Görschnitz (reußischer Anteil) gehörte zur Herrschaft Obergreiz, die aufgrund von Erbteilungen im Haus Reuß ab 1564 zu Reuß mittlerer Linie und seit einer weiteren Erbteilung im Jahr 1616 zu Reuß älterer Linie (Grafschaft seit 1673, Fürstentum seit 1778) gehörte. Im Rahmen der Erbteilungen von Reuß älterer Linie entstand 1625 die Unterlinie Reuß-Obergreiz, in welcher als Oberbehörde eine Kanzlei und als Unterbehörde das Amt Obergreiz eingerichtet wurde. Göschnitz (reuß. Anteil) wurde dem Amt Obergreiz zugeordnet. Zwischen 1694 und 1698 unterstand Görschnitz (reuß. Anteil) der Grafschaft Reuß-Dölau, bis diese wieder in die Grafschaft Reuß älterer Linie, Amt Obergreiz eingegliedert wurde. Die Ämter Obergreiz, Untergreiz und Dölau wurden aufgrund einer landesherrlichen Verordnung vom 25. November 1854 mit Wirkung vom 1. März 1855 zum Justizamt Greiz vereinigt. Im Rahmen der Trennung der Rechtsprechung von der Verwaltung wurde am 1. Oktober 1868 ein Landratsamt in Greiz für das gesamte Fürstentum Reuß älterer Linie eingerichtet. Nach der Novemberrevolution 1918 gehörte Görschnitz (reuß. Ant.) zum Freistaat Reuß ä. L., der sich aber schon 1919 mit dem Freistaat Reuß j. L. zum Volksstaat Reuß mit der Hauptstadt Gera vereinigte, welcher wiederum 1920 im Land Thüringen aufging. Görschnitz (reuß. Anteil) gehörte seit 1919 zum Bezirksverband Greiz, der aus dem Landratsamt Greiz in veränderter Abgrenzung hervorging. Nachdem 1920 das neue Land Thüringen gegründet worden war, kam es 1922 zu einer umfassenden Gebietsreform. Der thüringische Anteil von Görschnitz gehörte seitdem zum Landkreis Greiz.
Im Jahr 1928 erfolgte ein Gebietsaustausch und eine Grenzbereinigung zwischen dem Freistaat Sachsen und dem Land Thüringen. Dadurch wurden die zu Thüringen gehörenden Splitterflächen von Görschnitz größtenteils an Sachsen abgetreten und mit dem sächsischen Anteil vereinigt. Einzig die Flurstücke 98 bis 106 verblieben bei Thüringen. Sie wurden dem Ort Cossengrün angegliedert. Die Feuerwehren von Görschnitz sächsischer und reußischer Anteil hatten sich bereits im Jahr 1903 zusammengeschlossen und 1912 ein gemeinsames Gerätehaus gebaut. Das Rittergut Görschnitz fiel aufgrund seiner geringen Größe nicht unter die Bodenreform in der Sowjetischen Besatzungszone ab 1945. Allerdings musste es die Familie Schulze als Besitzer später der LPG unterstellen.
Durch die zweite Kreisreform in der DDR wurde die bisher sächsische Gemeinde Görschnitz gemeinsam mit ihren bisher ebenfalls sächsischen Nachbarorten Elsterberg, Noßwitz, Cunsdorf, Tremnitz und Pansdorf im Jahr 1952 dem Kreis Greiz im Bezirk Gera angegliedert. Ab 1990 gehörte die Gemeinde Görschnitz und ihre ebenfalls 1952 dem Kreis Greiz zugeordneten, einst sächsischen Nachbarorte Elsterberg mit Noßwitz und Gippe, Cunsdorf, Tremnitz und Pansdorf zunächst zum thüringischen Landkreis Greiz. Auf Grundlage des Staatsvertrages zwischen Thüringen und Sachsen wechselten die Stadt Elsterberg (mit Gippe und Noßwitz) und die Gemeinde Görschnitz am 1. April 1992 zum sächsischen Landkreis Plauen. Der Ort Cunsdorf wechselte durch einen weiteren Staatsvertrag am 31. Juli 1994 nach Sachsen. Pansdorf und Tremnitz entschieden sich hingegen für einen Verbleib bei Thüringen.
Ein Jahr nach der Rückkehr nach Sachsen erfolgte am 1. Oktober 1993 die Eingemeindung von Görschnitz nach Elsterberg. Die einstige Lage von Görschnitz im Kreis und Bezirk Greiz ist bis heute an der Zugehörigkeit zum „thüringischen“ Postleitzahlengebiet „07“ erkennbar. Seit 1996 liegt Görschnitz als Ortsteil der Stadt Elsterberg im Vogtlandkreis.
| Jahr      | 1834 | 1871 | 1890 | 1910 | 1925 | 1939 | 1946 | 1950 | 1964 |
| --------- | ---- | ---- | ---- | ---- | ---- | ---- | ---- | ---- | ---- |
| Einwohner | 564  | 96   | 66   | 96   | 87   | 391  | 420  | 420  | 340  |

1583 lebten im Ort 5 besessene Mann und 3 Häusler. 1764 waren es 10 besessene Mann und 1 Häusler. 1925 lebten waren von den 87 Einwohnern 85 Lutheraner und 2 Katholiken.